# Księginice Małe

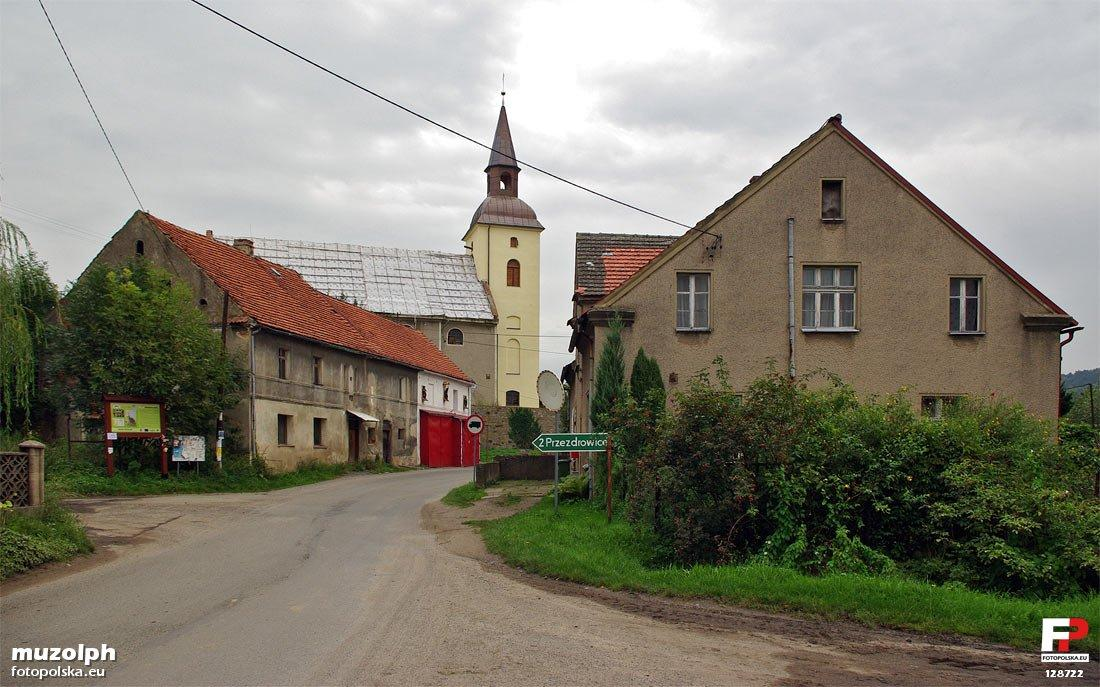
Księginice Małe

Księginice Małe (deutsch Klein Kniegnitz) ist ein Dorf in der Stadt- und Landgemeinde Sobótka (Zobten am Berge) im Powiat Wrocławski der Woiwodschaft Niederschlesien in Polen. Es liegt am östlichen Hang des Zobtenberges.

## Nachbarorte
Nachbarorte sind Będkowice (Bankwitz) im Westen, Sulistrowice (Groß Silsterwitz) im Südwesten, Przezdrowice (Prschiedrowitz) im Norden, Świątniki (Schwentnig) im Osten.

## Geschichte
Vor dem 20. Jahrhundert in der Umgebung aufgefundene heidnische Urnengräber lassen auf eine Besiedlung des Gebietes in grauer Vorzeit schließen. Klein Kniegnitz gehört zu den ältesten Siedlungen des Umlandes. Der Ortsname ist slawischen Ursprungs und dürfte auf Deutsch Wald oder Dickicht bedeuten. Der Ort wurde 1203 als Kneyniche erwähnt. Im Zuge der Ostkolonisation wurde Klein Kniegnitz nach deutschem Recht umgesetzt. 1335 wird im Register des päpstlichen Nuntius Galhardus auch erstmals eine Kirche als ecclesia de Knegnicz erwähnt. Territorial fiel Klein Kniegnitz 1311 durch Ausgliederung aus dem Herzogtum Breslau an das neu entstandene Herzogtum Brieg, das seit 1329 ein Lehen der Krone Böhmen war. Es wurde bis 1675 von den Schlesischen Piasten regiert und fiel darauf durch Heimfall an den böhmischen Landesherrn zurück.
Nach dem Ersten Schlesischen Krieg 1741/42 wurde Klein Kniegnitz mit dem größten Teil Schlesiens von Preußen annektiert. Die alten Verwaltungsstrukturen wurden aufgelöst und Klein Kniengitz in den Landkreis Reichenbach eingegliedert, mit dem es bis zu seiner Auflösung 1945 verbunden blieb. Der Ort gehörte seit 1815 zum Regierungsbezirk Reichenbach und nach dessen Auflösung 1820 zum Regierungsbezirk Breslau in der Provinz Schlesien.
Mitte des 19. Jahrhunderts war der Grundherr Karl Eduard Graf von Zedlitz, gen. Trützschler von Falkenstein, königl. Landrat des Ober-Barnimschen Kreises. 1845 zählte das Dorf 60 Häuser, ein herrschaftliches Schloss mit Vorwerk, 409 Einwohner (davon neun katholisch), eine evangelische Pfarrkirche mit Pfarrwidum unter dem Patronat der Grundherrschaft, eine evangelische Schule, eine Lokalie (eingeschult die eingepfarrten Dörfer außer Schwentnig und Thomitz), zwei Sägemühlen, 14 Leinwebstühle, 17 Handwerker, fünf Händler, eine herrschaftliche Ziegelei und eine königl. Unterförsterei. Zur evangelischen Parochie waren gepfarrt: Klein Kniegnitz mit Schieferstein, Prschiedrowitz, Schwentnig, Thomitz und Weinberg; im Kreis Schweidnitz: Bankwitz sowie Groß und Klein Silsterwitz. Katholisch war Klein Knienitz nach Schlaupitz im Kreis Reichenbach gepfarrt. Zum Dorf gehörten 1845 die Anteile bzw. Einschichten:
1. die Bleichmühle, eine östliche gelegene Wassermühle, mit einem Haus, acht Einwohnern (davon einer katholisch), gepfarrt zur evangelischen Kirche in Klein Kniegnitz und zur katholischen Kirche in Zobten.
2. die Kolonie Magdalenenthal, mit drei Häusern und zwölf evangelischen Einwohnern.
3. die Niedermühle, eine östlich gelegene Wassermühle, mit zwei Häusern und zehn evangelischen Einwohnern.
4. die Pfarrmühle, eine im Dorf gelegene Wassermühle, mit einem Haus und fünf evangelischen Einwohnern.
5. die Pistermühle, eine westlich gelegene Wassermühle, mit einem Haus und zehn evangelischen Einwohnern.
6. die Kolonie Schieferstein, mit 40 Häusern, 110 evangelischen Einwohnern, gepfarrt zur evangelischen Kirche in Klein Kniegnitz.
7. die Steinmühle, eine Wassermühle, bestehend aus einem Haus und fünf evangelischen Einwohnern sowie einer Sägemühle.

Mit der Übernahme 1945 durch sowjetischen Truppen und polnische Administration wurde Klein Kniegnitz in Księginice Małe umbenannt. Die deutschen Einwohner verließen ab 1945 den Ort. Die neu angesiedelten Bewohner stammten teilweise aus Ostpolen, das an die Sowjetunion gefallen war. Heute gehört Księginice Małe zur Landgemeinde Sobótka.

## Sehenswürdigkeiten

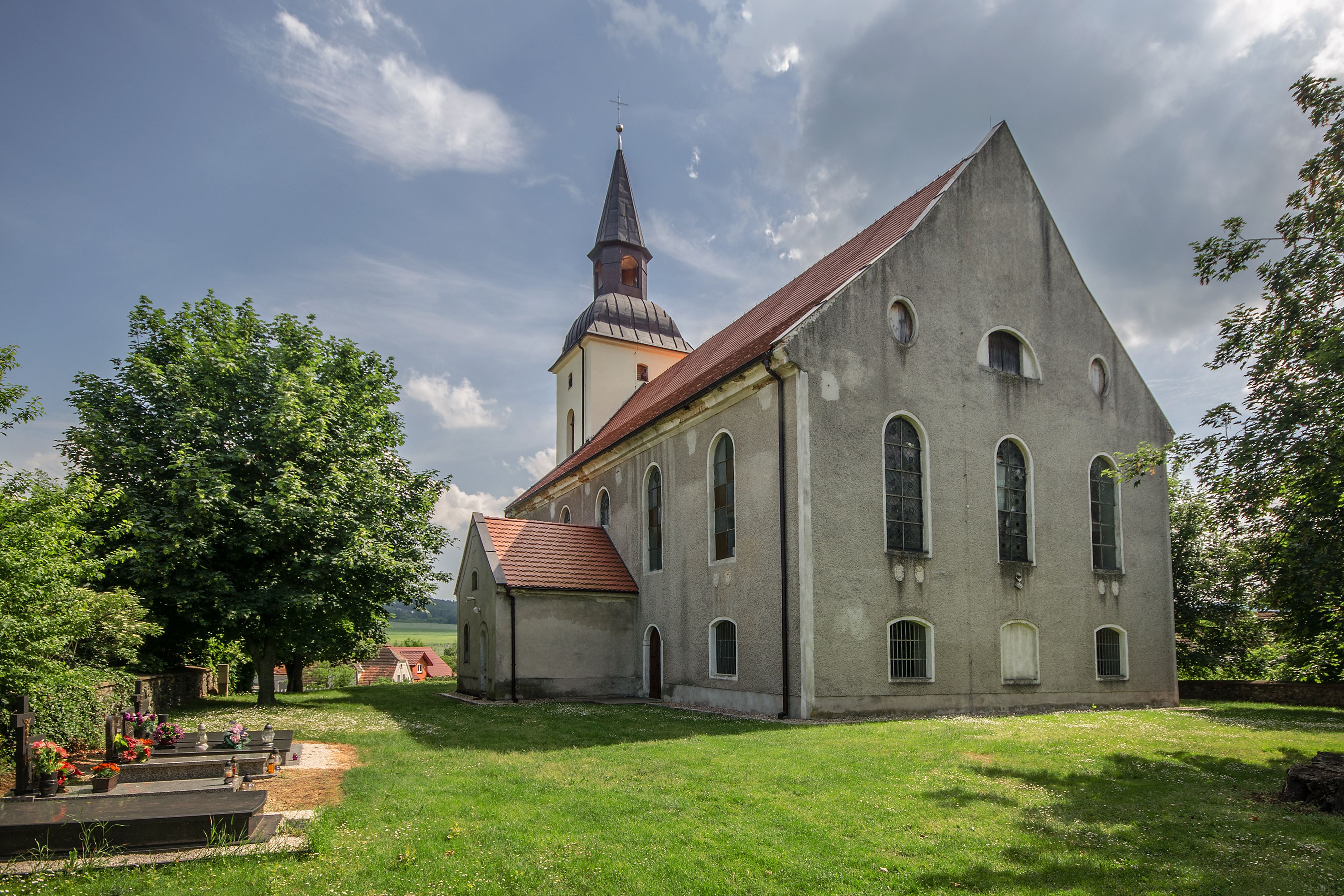
Pfarrkirche

- Die römisch-katholische Pfarrkirche Unsere Liebe Frau vom Rosenkranz war bis 1945 eine evangelische Pfarrkirche. Erbaut 1720–1730, Umbau 1806–1807. Der damalige Pastor Tschech schrieb Ende des 18. Jahrhunderts über die Geschichte: „Von der Gründung der Pfarrkirche zu Klein Kniegnitz ist nichts vorhanden, sie gehört aber wahrscheinlich zu den ältesten des Kreises. An der großen Glocke steht die Jahreszahl 1546, am Turm 1585, wovon letztere nur eine Reparatur anzeigt. 1680 wurde sie von Herzog Rudolf Friedrich von Schleswig-Holstein-Norburg, den Besitzer der hiesigen Güter, erworben, erweitert und mit einer Gruft ausgestattet. Als der Herzog 1688 starb war der Bau noch unvollendet. Außer Klein Kniegnitz gehörten noch vier andere eingepfarrte Dörfer zu dieser Kirche, so auch die Filialkirche zu Schwentnig.“[3]Pfarrhaus

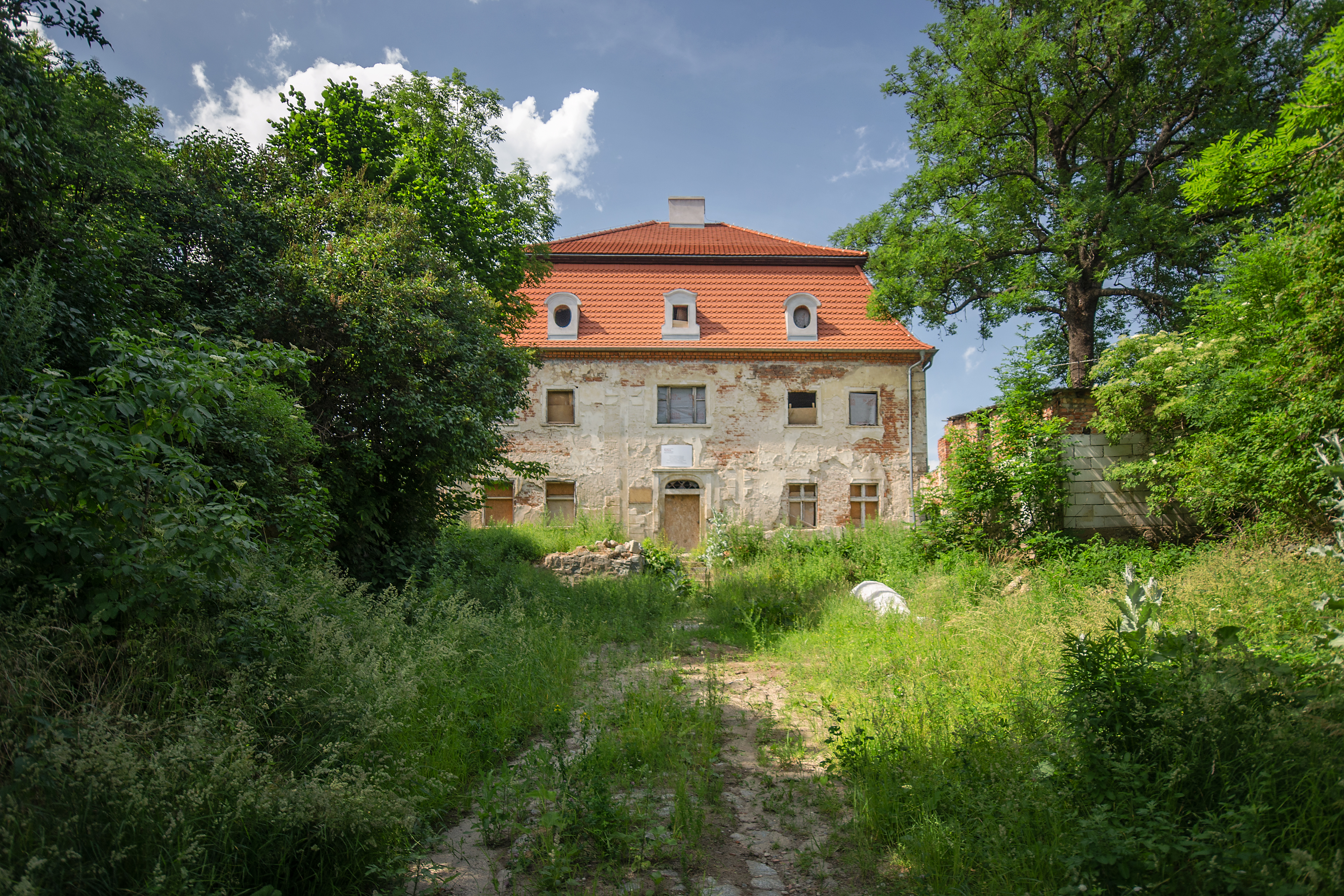
Pfarrhaus

- ehemaliges Pfarrhaus, Geburtshaus von Heinrich Ludwig Tschech und Andreas Liess.

## Persönlichkeiten
- Adam Pantke (1676–1732), deutscher evangelischer Pfarrer und Kirchenhistoriker
- Heinrich Ludwig Tschech (1789–1844), Bürgermeister von Storkow, Attentäter auf den preußischen König Friedrich Wilhelm IV.
- Andreas Liess (1903–1988), österreichischer Musikpädagoge, Musikwissenschaftler und Kulturphilosoph